# Oberhallau
Oberhallau är en ort och kommun i kantonen Schaffhausen, Schweiz. Kommunen hade 438 invånare (2023).